# Синявин, Игорь Иванович
Игорь Иванович Синявин (10 октября 1937 — 15 февраля 2000) — советский художник-нонконформист, писатель и идеолог русского неоязычества и русского национализма. Его художественные и письменные работы дают представление о советской цензуре и борьбе за художественную независимость.

## Ранние годы и образование
Игорь Синявин родился в деревне Синявино Ленинградской области. Он учился в Военно-топографическом училище Ленинградского государственного университета, затем на историческом факультете при кафедре истории искусств, но не окончил его.

## Нонконформистское искусство и преследование
Поскольку он был членом нонконформистского художественного направления в СССР, то часто подвергался политическому преследованию. В 1960-е годы он работал с другими художниками-нонконформистами и организовывал выставки в Москве и Ленинграде. Он начал самостоятельно заниматься рисованием и живописью в 1969 году, участвовал в квартирных выставках, где обсуждал проблемы современного искусства.
Он представил свое искусство на Бульдозерной выставке 15 сентября 1974 года, неофициальной выставке, которая закончилась несколькими арестами и уничтожением художественных работ участников.
Поскольку Бульдозерная выставка вызвала международное освещение в прессе и сильное общественное неодобрение, советские власти неохотно согласились разрешить проведение двух нонконформистских выставок.
Став одним из видных представителей советского нонконформистского искусства, он был приглашён в оргкомитет и представил свои работы на нонконформистских выставках в Измайловском парке в Москве 29 сентября 1974 и в Ленинграде 22-25 декабря 1974 года. Во время Ленинградской выставки Синявиным представлен чистый холст, приглашённые гости написали свои имена маркером.
Этот коллаж имён наряду с высокой посещаемостью продемонстрировал поддержку нонконформистского движения со стороны общественности и возмутил Советскую власть.

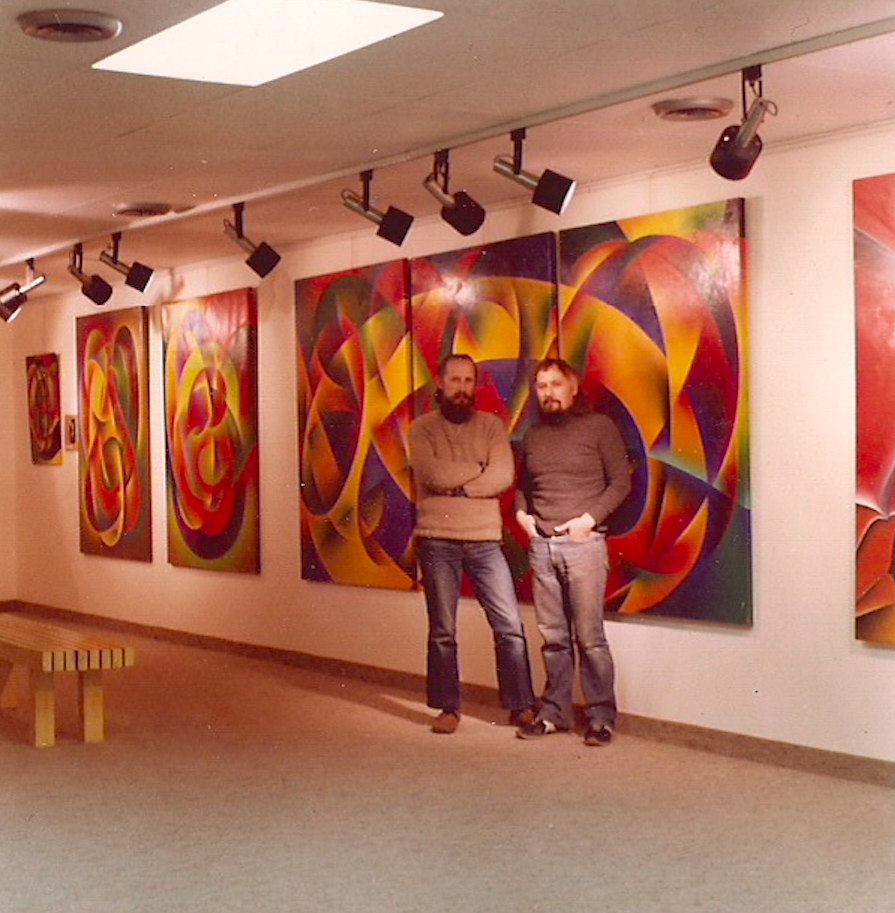
Игорь Синявин представляет свою работу в Нью-Йорке в 1978 году

15 декабря 1975 года Синявин вместе с другими нонконформистскими художниками и поэтами устроил на Сенатской площади поэтический вечер в честь полуторавековой годовщины восстания декабристов. Синявин был задержан милицией.

## Эмиграция в США
В мае 1976 года Синявин выставил свои работы на несанкционированной выставке под открытым небом и был задержан и помещён под домашний арест.
КГБ оказал давление на Синявина, чтобы он эмигрировал в 1976 году, и он уехал в Вену, чтобы потом попасть в Нью-Йорк.
Как и большинство иммигрантов, эмигрирующих из Советского Союза, он получил выездную визу с указанием Израиля в качестве пункта назначения. В 1986 году он вернулся в СССР.

## Стиль
Синявин был конструктивным абстракционистом. В то время как Советский Союз разрешал только то искусство, которое относилось к социалистическому реализму и прославляло коммунистические ценности, его искусство было сосредоточено на геометрических формах и узорах. В своих мемуарах под названием «Глас» он описывает свой модернистский стиль как «силу, способную освободить человека и создать новый мир совершенства, которая приносит хаос из недр подсознания».

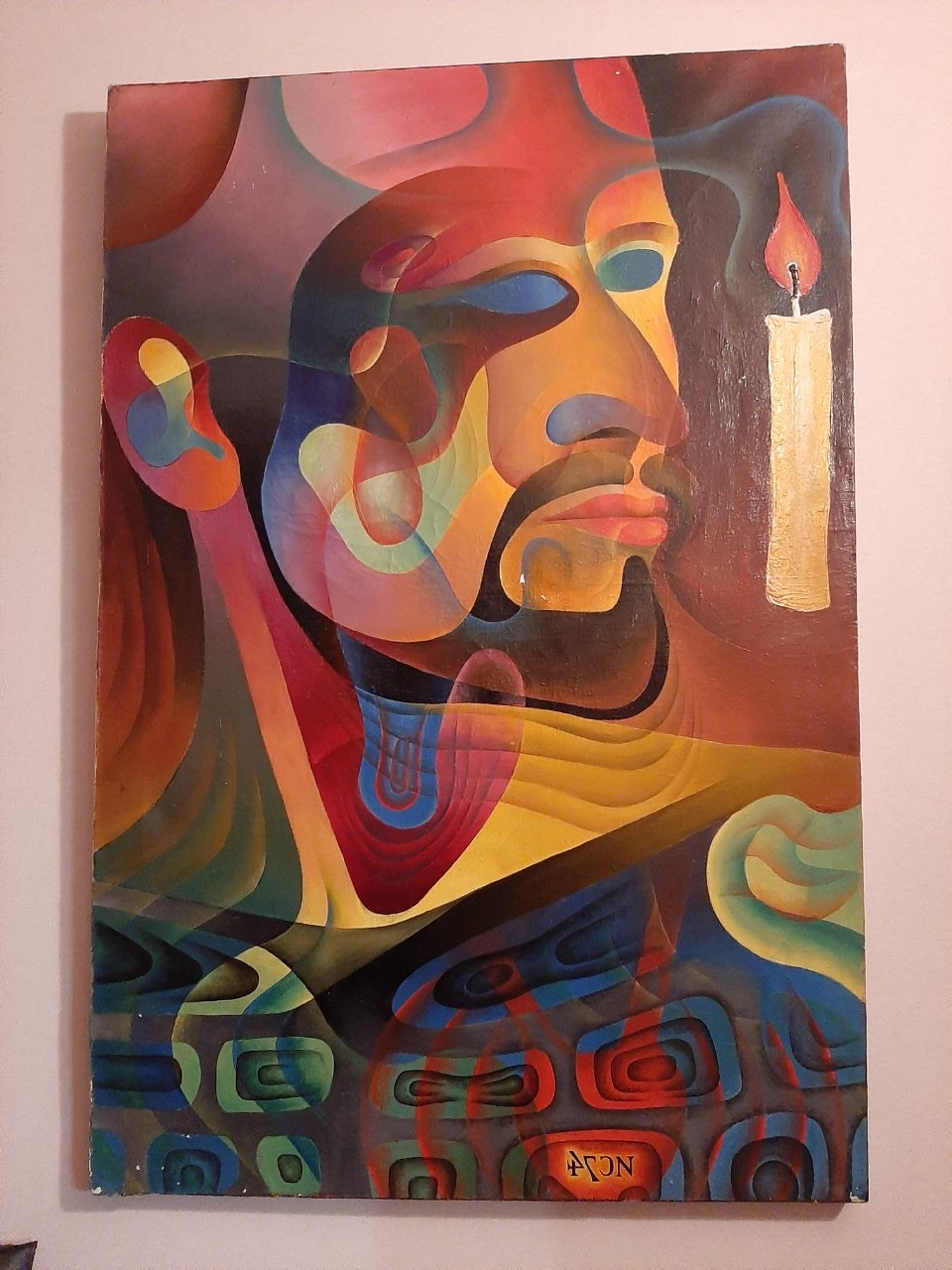
Автопортрет
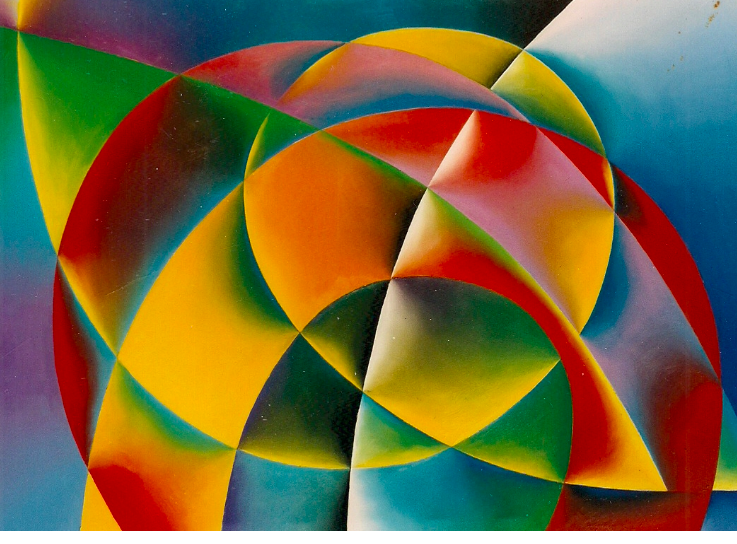
Triptych (Russian: Триптих). Одна секция из трёх холстов.

## Авторство
Синявин участвовал в работе нескольких политических журналов, написал несколько статей и опубликовал две книги. В начале 1976 года он написал альманах «Петербургские встречи» для подпольного журнала «Самиздат», в котором критиковал практику и политику Советского Союза. Он также написал статью «Человеку творящему» для Самиздата.
Синявин был членом редколлегии журнала «Мера времени» наряду с Ю. Вознесенской, Г. Трифоновым и В. Филимоновым. Он писал стихи и создавал графику для журнала. КГБ сорвал его выпуск.

## Возвращение на родину
В 1984 году газета «Ленинградская правда» опубликовала его «письмо оттуда», в котором он иллюстрировал и критиковал американский образ жизни и осуждал идею эмиграции. После того, как эта статья была написана, Синявин приехал в СССР и появился в советской прессе и на телевидении. В 1987 году поселился в Москве, участвовал в деятельности общества «Память». Выпустил за свой счет книгу «Глас», в которую вошла документальная повесть «Выставка 22-25» (о выставке 22—25 декабря 1974 в ДК им. Газа), другие материалы о неофициальной художественной жизни Ленинграда и Москвы 1970-х, рассуждения о путях современного искусства.

## Оценки
Русско-эмигрантский журнал «Современник», издававшийся в Торонто, отмечал отсутствие у художника сложившихся политических убеждений, а также очернение им А. Д. Сахарова, что по сути является прямым «пособничеством Советскому Союзу».

## Книги
- Глас (1991)
- Стезя Правды (1996)[8]